# Hister pygolaevis
Hister pygolaevis är en skalbaggsart som beskrevs av Desbordes 1917. Hister pygolaevis ingår i släktet Hister och familjen stumpbaggar. Inga underarter finns listade i Catalogue of Life.